# Lisboa

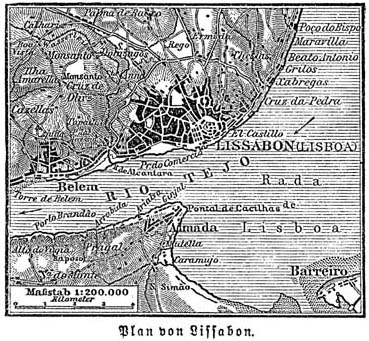

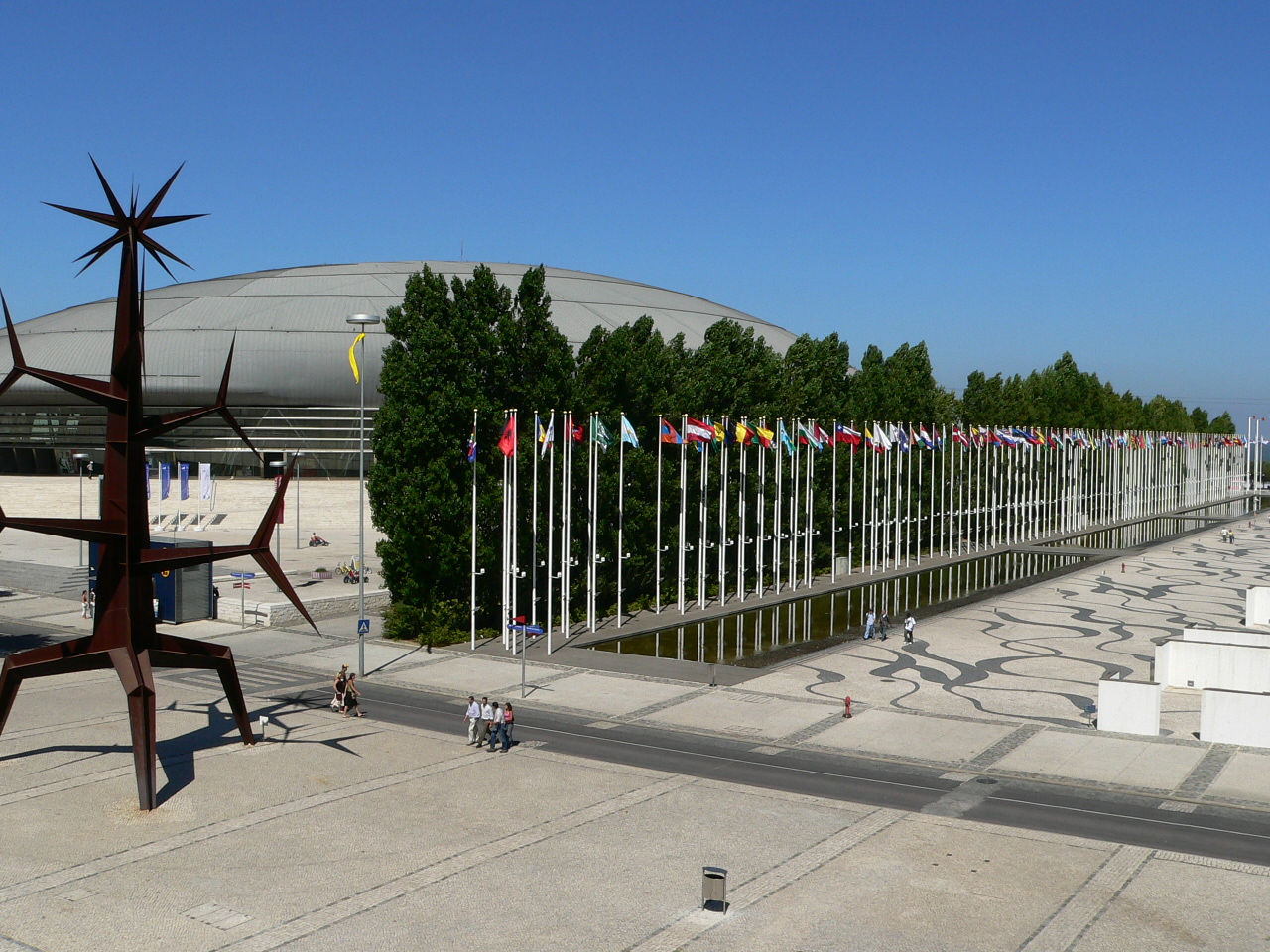
Parque das Nações (công viên quốc gia), nơi diễn ra Expo'98

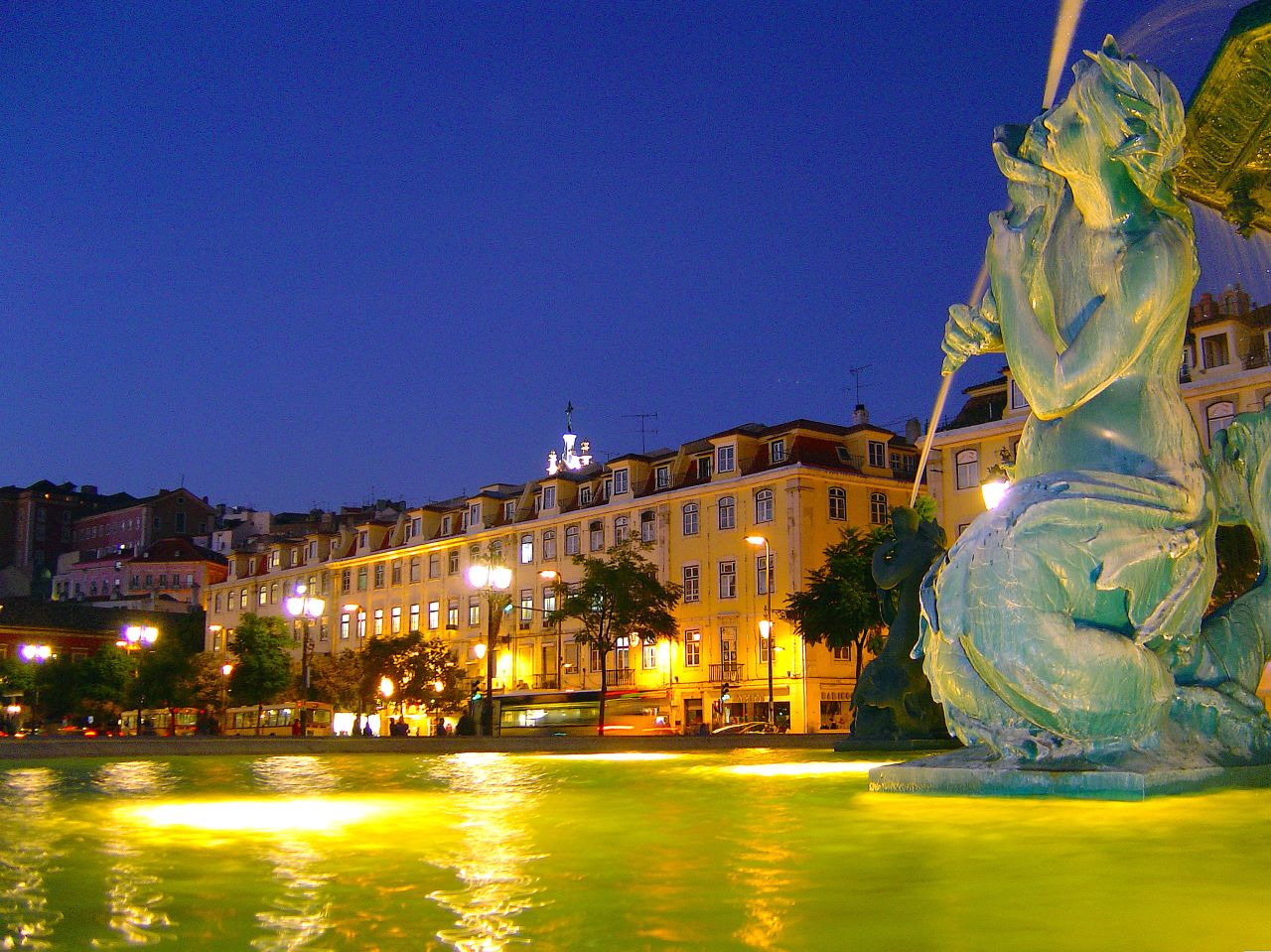
Trung tâm Lisboa

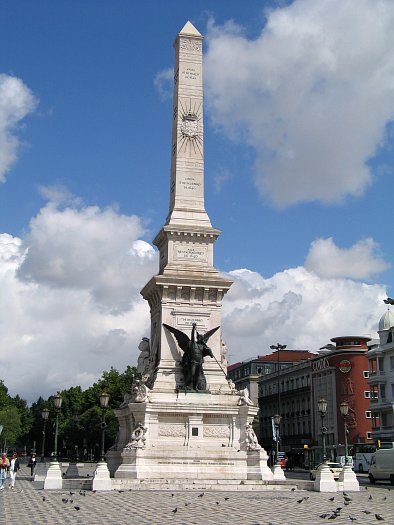
Quảng trường Restauradores

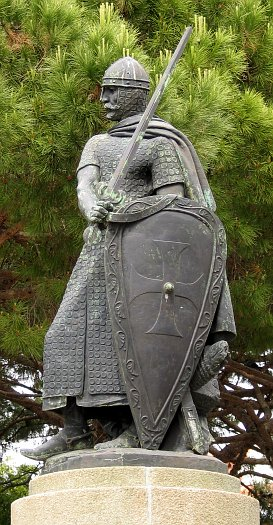
Tượng vua Afonso Henriques, người chiếm thành phố vào năm 1147

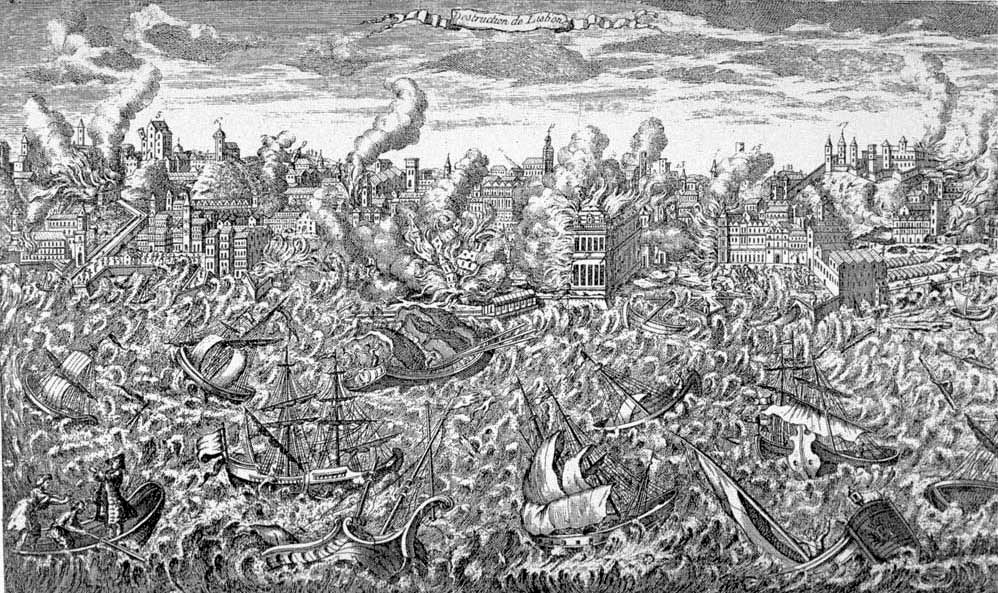
Hình ảnh động đất Lisboa 1755

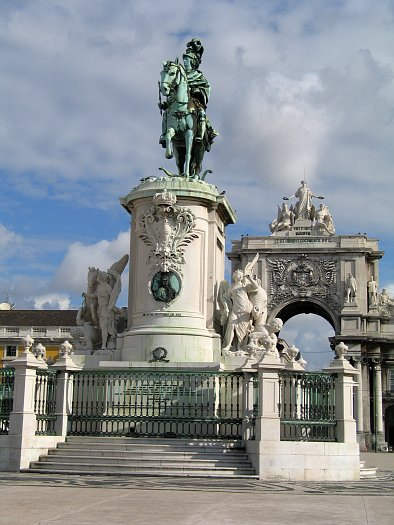
Tượng vua José I,do Machado de Castro, ở quảng trường thương mại (Praça do Comércio.

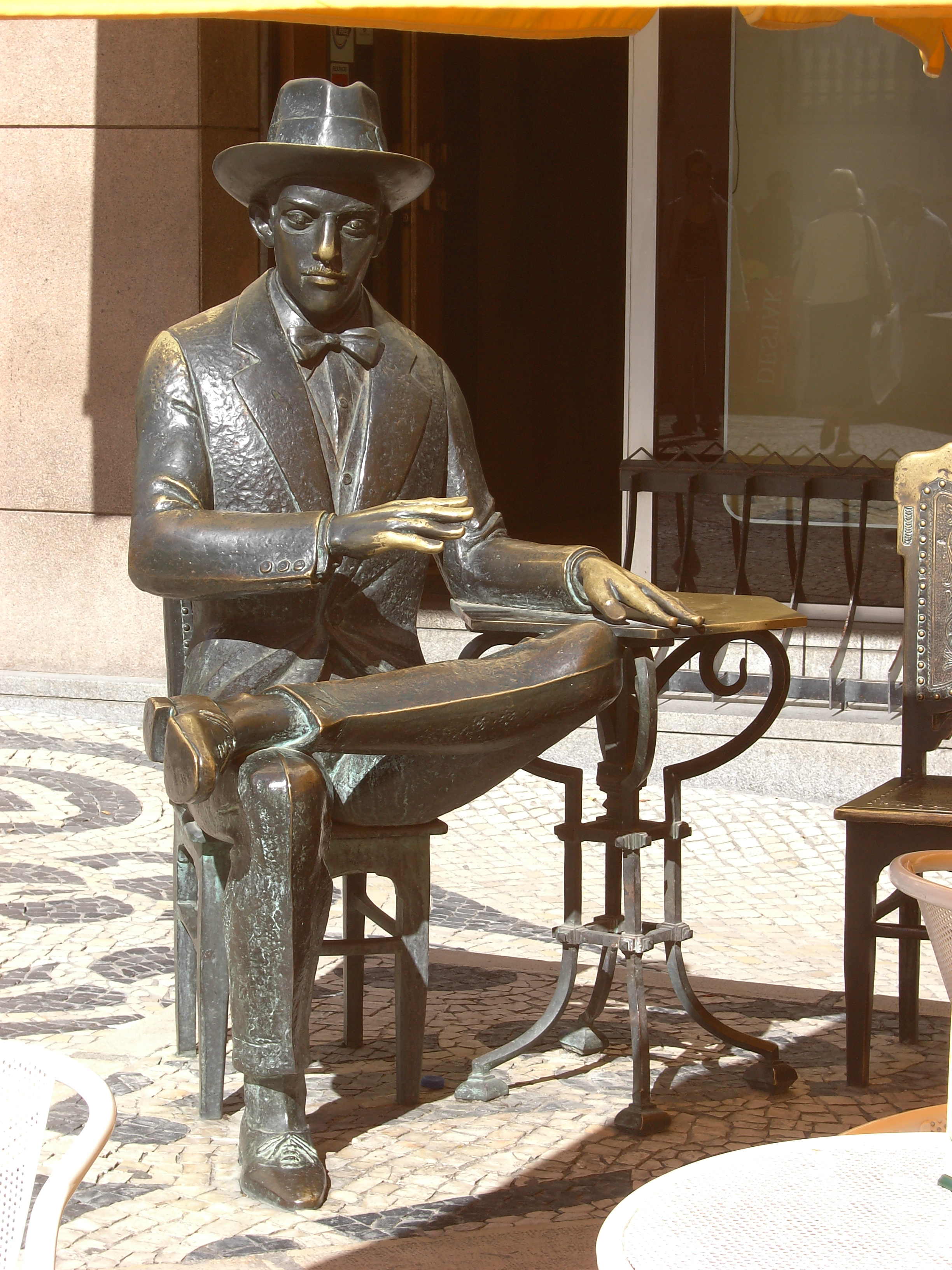
Tượng đồng nhà thơ Fernando Pessoa ở Café A Brasileira, tại khu Chiado

Lisboa (IPA: [liʒ'boɐ], cũng biết tới là Lisbon theo tiếng Anh) là thành phố lớn nhất và là thủ đô của Bồ Đào Nha. Đây là trung tâm hành chính của tỉnh Lisboa và của Vùng đô thị Lisboa. Thành phố Lisboa có dân số 545.245 người trong phạm vi hành chính của mình và dân số vùng đô thị Lisboa mở rộng là 3 triệu người trên diện tích 958 km2. Vùng đô thị Lisboa là vùng thịnh vượng nhất Bồ Đào Nha, là vùng đô thị lớn thứ 9 Liên minh châu Âu với 2,81 triệu người và chiếm 27% dân số của đất nước, GDP đầu người vùng này cao hơn nhiều mức trung bình của Liên minh châu Âu. Lisboa là thành phố lớn cực tây châu Âu, cũng như các thành phố thủ đô cực tây và là thủ đô châu Âu duy nhất nằm dọc theo bờ biển Đại Tây Dương. Nó nằm ở phía tây bán đảo Iberia trên Đại Tây Dương và sông Tagus.
Lisboa được công nhận là một thành phố toàn cầu bởi vì tầm quan trọng của nó trong tài chính, thương mại, phương tiện truyền thông, giải trí, nghệ thuật, thương mại quốc tế, giáo dục, và du lịch. Đây là một trong những trung tâm kinh tế lớn trên lục địa, với một phát triển trung tâm tài chính và các cảng lớn nhất chứa lớn nhất / thứ hai trong các "bờ biển Đại Tây Dương châu Âu", sân bay Portela Lisboa phục vụ khoảng 13 triệu hành khách mỗi năm, đường cao tốc mạng và trung tâm của đường sắt cao tốc (Alfa Pendular) liên kết các thành phố chính trong Bồ Đào Nha, và vào năm 2013 sẽ có kết nối đường sắt cao tốc với Tây Ban Nha. Lisboa được bầu là thành phố sống tốt thứ 25 trên thế giới theo tạp chí lối sống Monocle. Thành phố là đón đông du khách thứ 7 ở miền Nam châu Âu, sau Istanbul, Roma, Barcelona, Madrid, Athens, và Milano, với 1.740.000 lượt khách năm 2009.. Vùng Lisboa là khu vực giàu có ở Bồ Đào Nha, GDP PPP bình quân đầu người là 26.100 euro (4,7% cao hơn so với châu Âu trung bình Liên minh của GDP PPP trên đầu người). Đây là vùng đô thị giàu có thứ 10 tính theo GDP trên lục địa lên đến 98 tỷ euro và do đó đạt mức 34.850 euro bình quân đầu người. Mức này là 40% cao hơn của trung bình của GDP bình quân đầu người của Liên minh châu Âu. Thành phố này chiếm vị trí 32 của thu nhập tổng cao nhất trên thế giới. Hầu hết các trụ sở của các công ty đa quốc gia trong nước nằm trong khu vực Lisboa và nó là thành phố thứ chín trên thế giới về số lượng các hội nghị quốc tế. Thành phố cũng là trung tâm chính trị của đất nước, là thủ phủ của Chính phủ và cư trú của người đứng đầu Nhà nước, thủ phủ của huyện Lisboa và là trung tâm của khu vực Lisboa.

## Lịch sử
Thành phố do người Finic thành lập. Đến thế kỉ 2 thì thành phố bị người La Mã chiếm. Năm 716 người Mauri kiểm soát thành phố. Năm 1147 thành phố được chiếm lại. Vua Bồ Đào Nha lúc đó là Alfonse Henriques chọn Lisboa làm thủ đô.
Năm 1775, Lisboa sụp đổ sau một trận động đất.

## Đơn vị hành chính
Thành phố Lisboa có 53 phường (freguesias):
| - Ajuda - Alcântara - Alto do Pina - Alvalade - Ameixoeira - Anjos - Beato - Benfica - Campo Grande - Campolide - Carnide - Castelo - Charneca - Coração de Jesus - Encarnação - Graça - Lapa - Lumiar | - Madalena - Mártires - Marvila - Mercês - Nossa Senhora de Fátima - Pena - Penha de França - Prazeres - Sacramento - Santa Catarina - Santa Engrácia - Santa Isabel - Santa Justa - Santa Maria de Belém - Santa Maria dos Olivais - Santiago - Santo Condestável - Santo Estêvão | - Santos-o-Velho - São Cristóvão e São Lourenço - São Domingos de Benfica - São Francisco Xavier - São João - São João de Brito - São João de Deus - São Jorge de Arroios - São José - São Mamede - São Miguel - São Nicolau - São Paulo - São Sebastião da Pedreira - São Vicente de Fora - Sé - Socorro |

## Những người nổi bật sinh ra ở Lisboa
- Saint Anthony of Lisboa (1195-1231)
- Pope John XXI, sinh Pedro Julião (1215-1277)
- Antonio Vieira (1608-1697), Jesuit
- Catherine of Braganza (1638-1705), hoàng hậu, vợ vua Charles II của Anh
- Richard William Church (1815-1890)
- Egas Moniz (1874-1955), bác sĩ, nhà thần kinh học, đoạt Giải Nobel Y khoa năm 1949
- Fernando Pessoa (1888-1935), nhà thơ / nhà văn
- Amália Rodrigues (1920-1999), fado / sa sỹ
- Mário Cesariny (1923-2006), nhà thơ
- Alexandre O'Neill (1924-1986), nhà thơ / nhà văn
- Mário Soares (sinh 1924), nhà chính trị, cựu tổng thống và thủ tướng
- Paula Rego (sinh 1935), họa sĩ, illustrator and nhà in
- Jorge Sampaio (sinh 1939), nhà chính trị, cựu tổng thống
- António Guterres (sinh 1949), Tổng Thư Kí Liên Hợp Quốc, cựu thủ tướng
- Durão Barroso (sinh 1956), Chủ tịch Hội đồng châu Âu, cựu thủ tướng

## Một vài hình ảnh

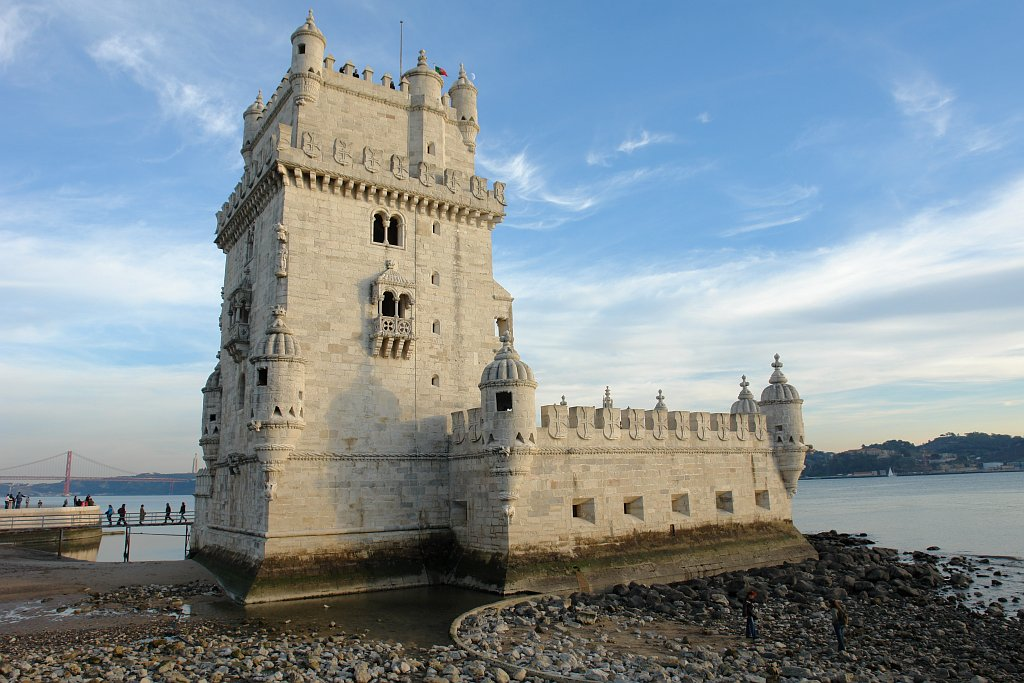
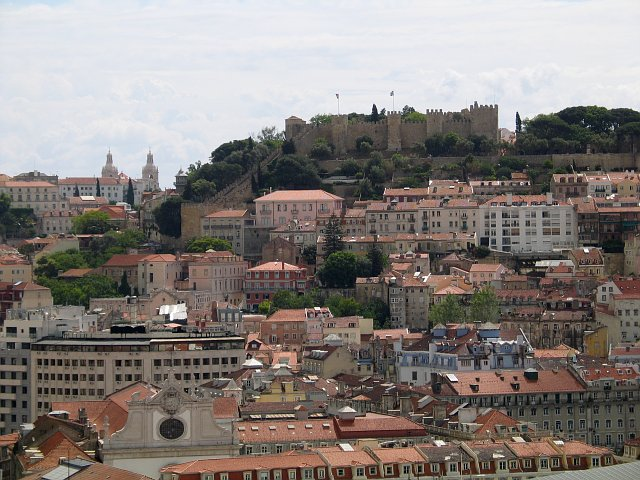
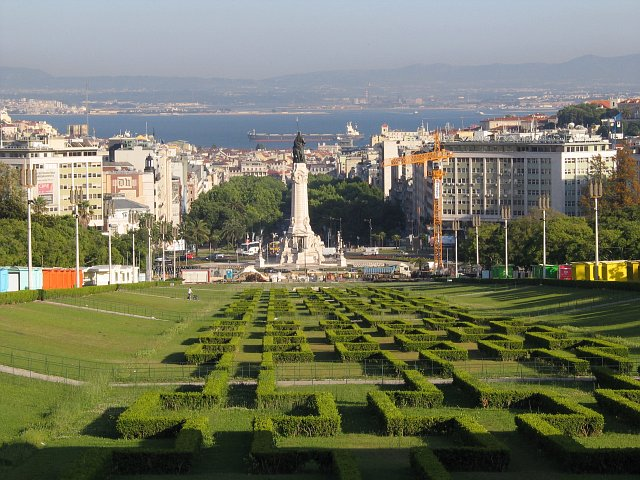
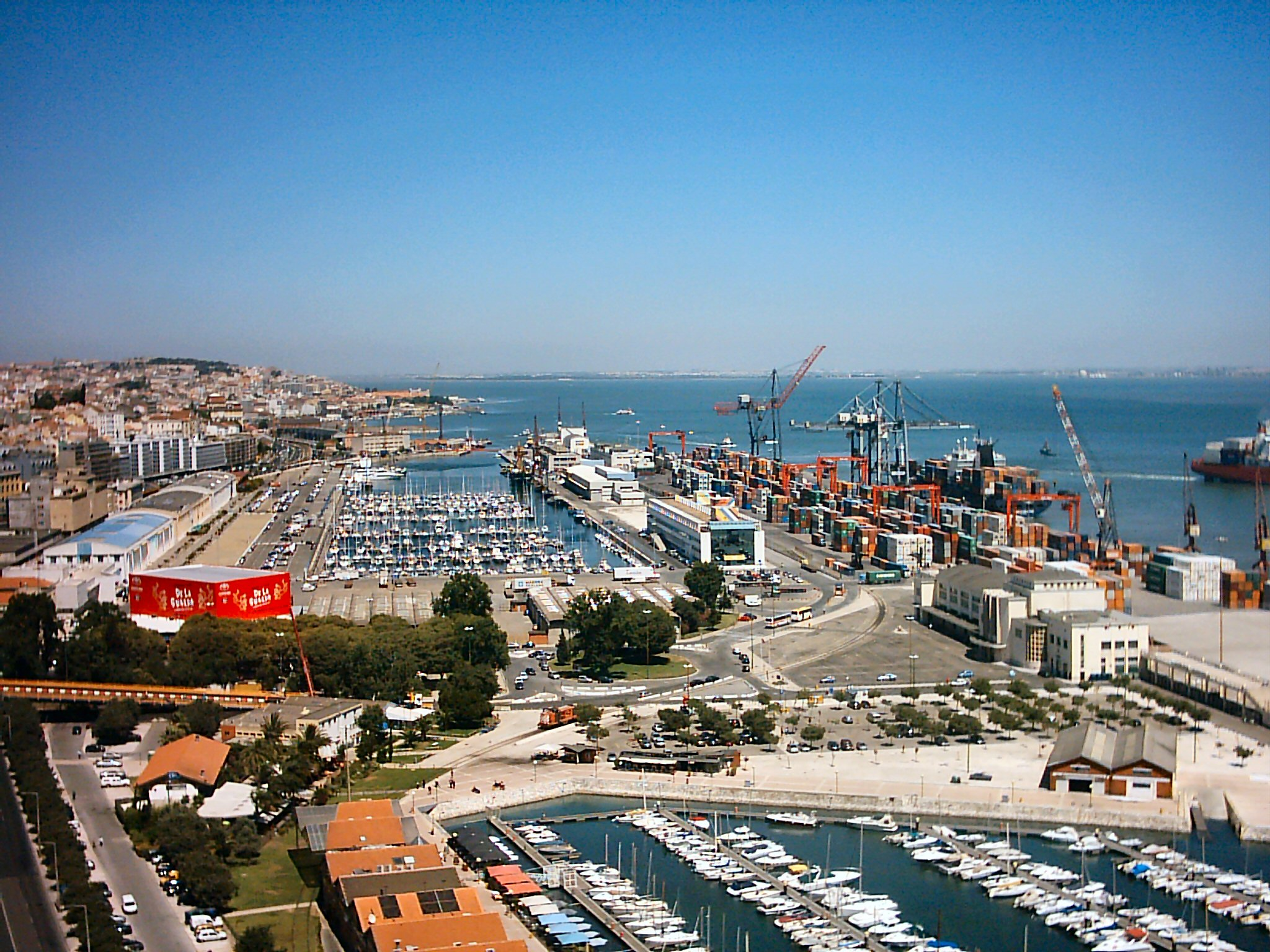
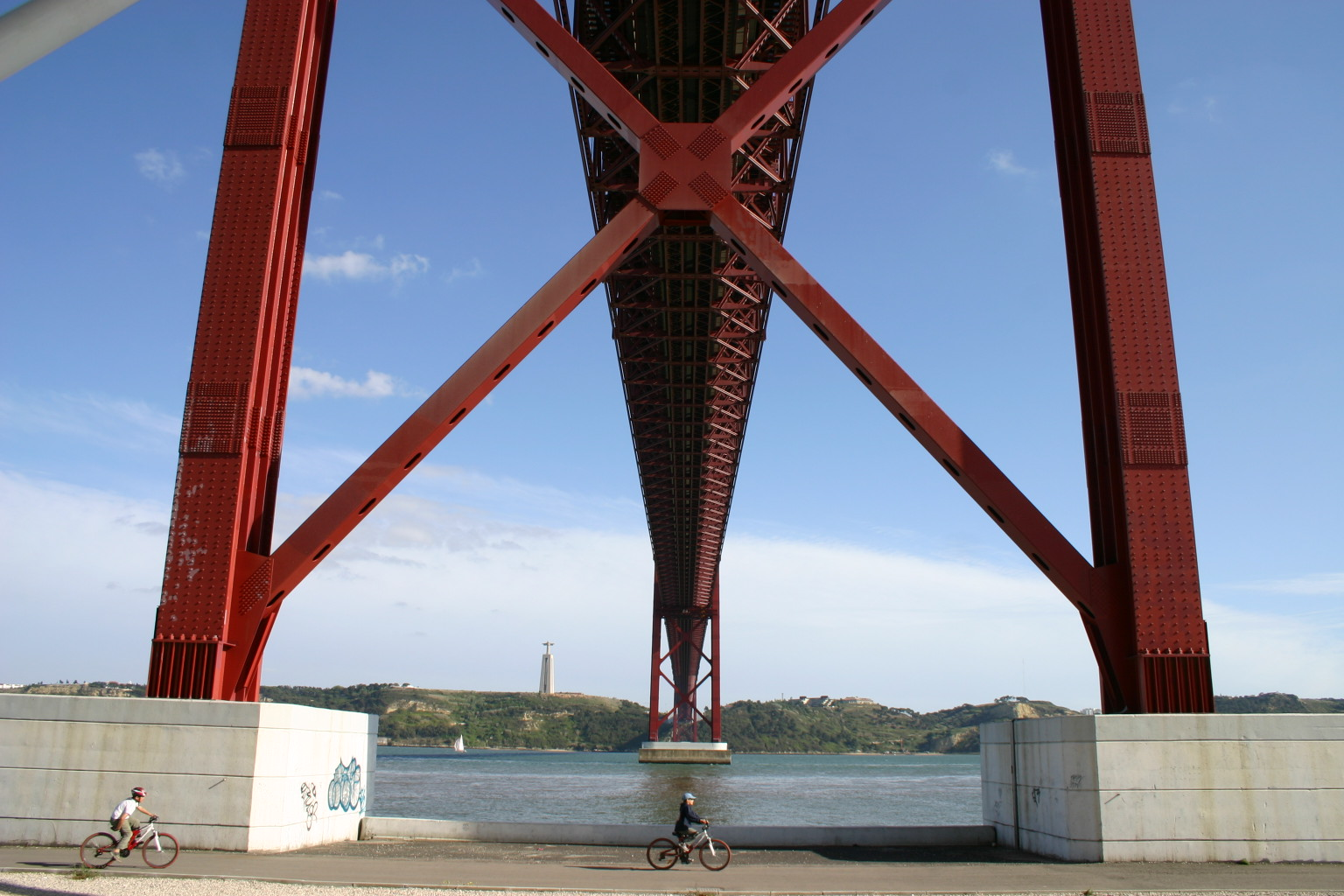
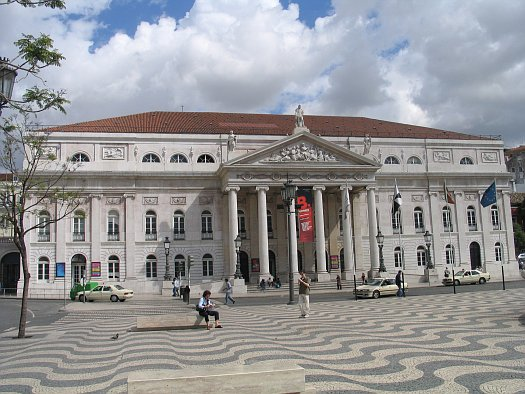
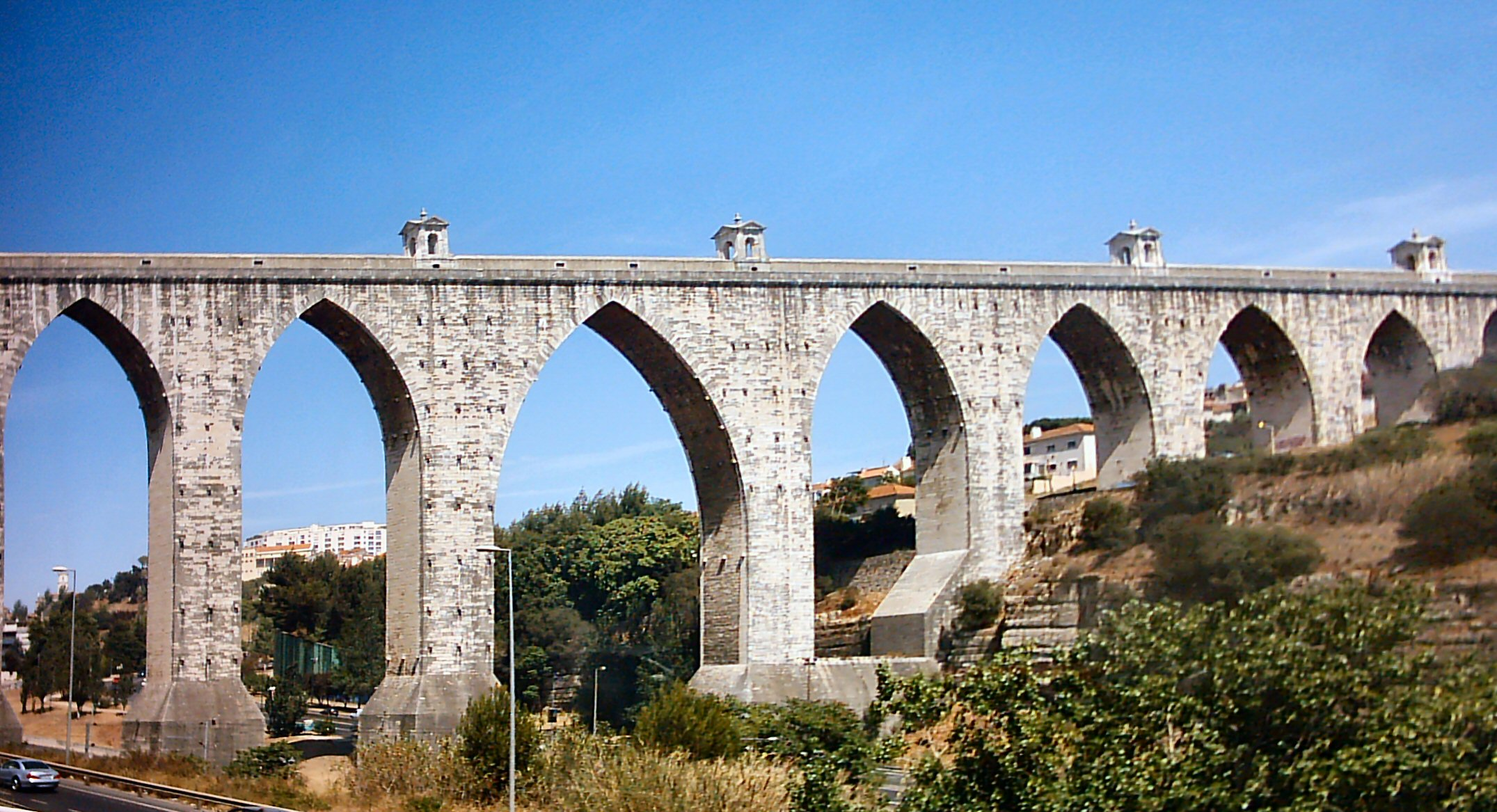
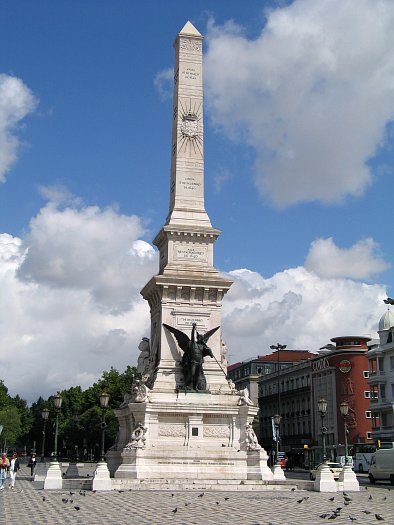
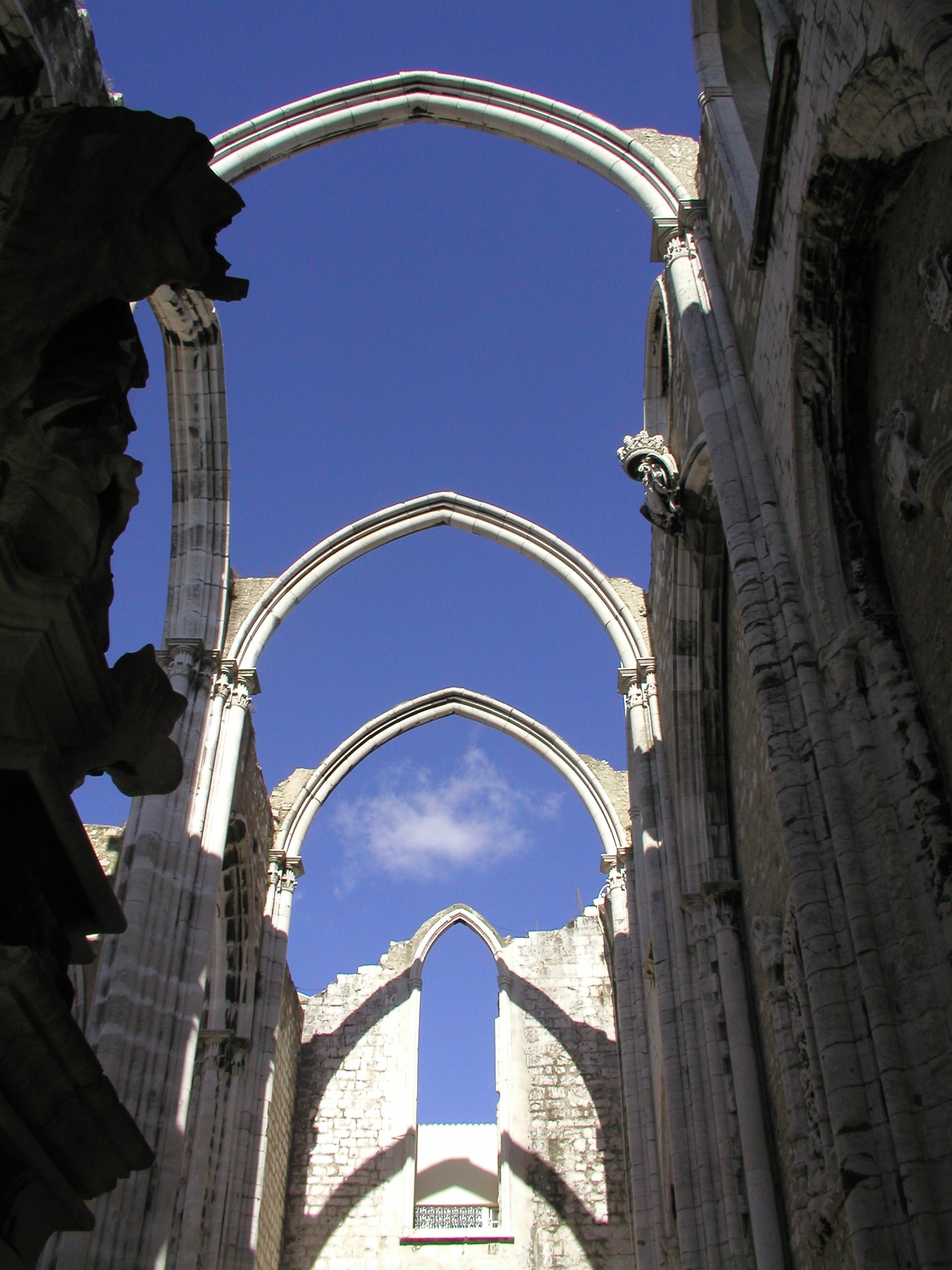
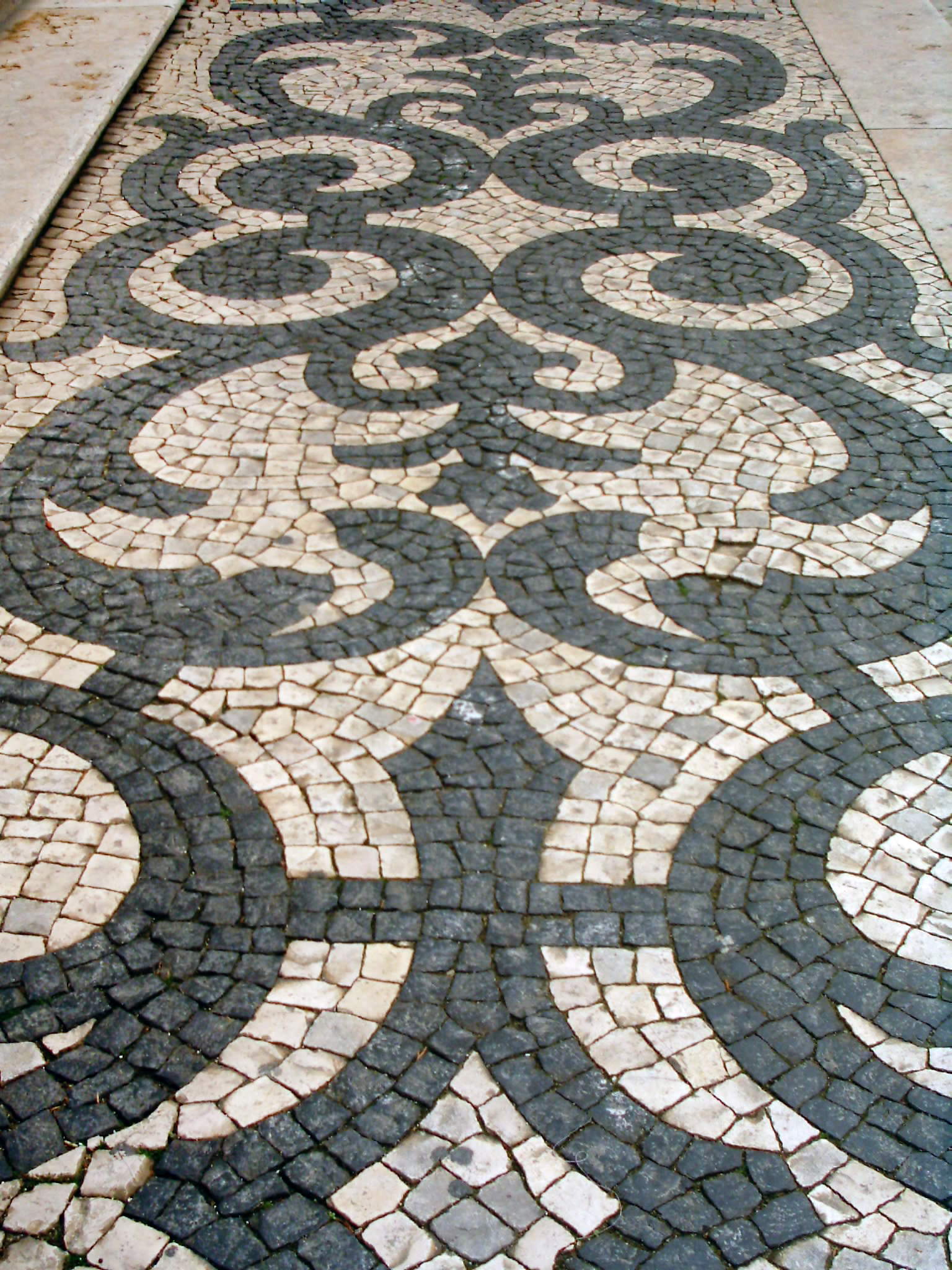
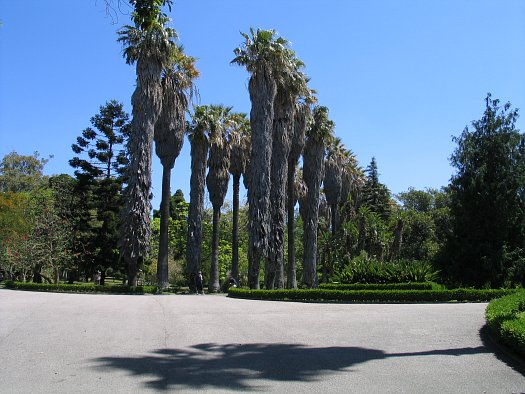
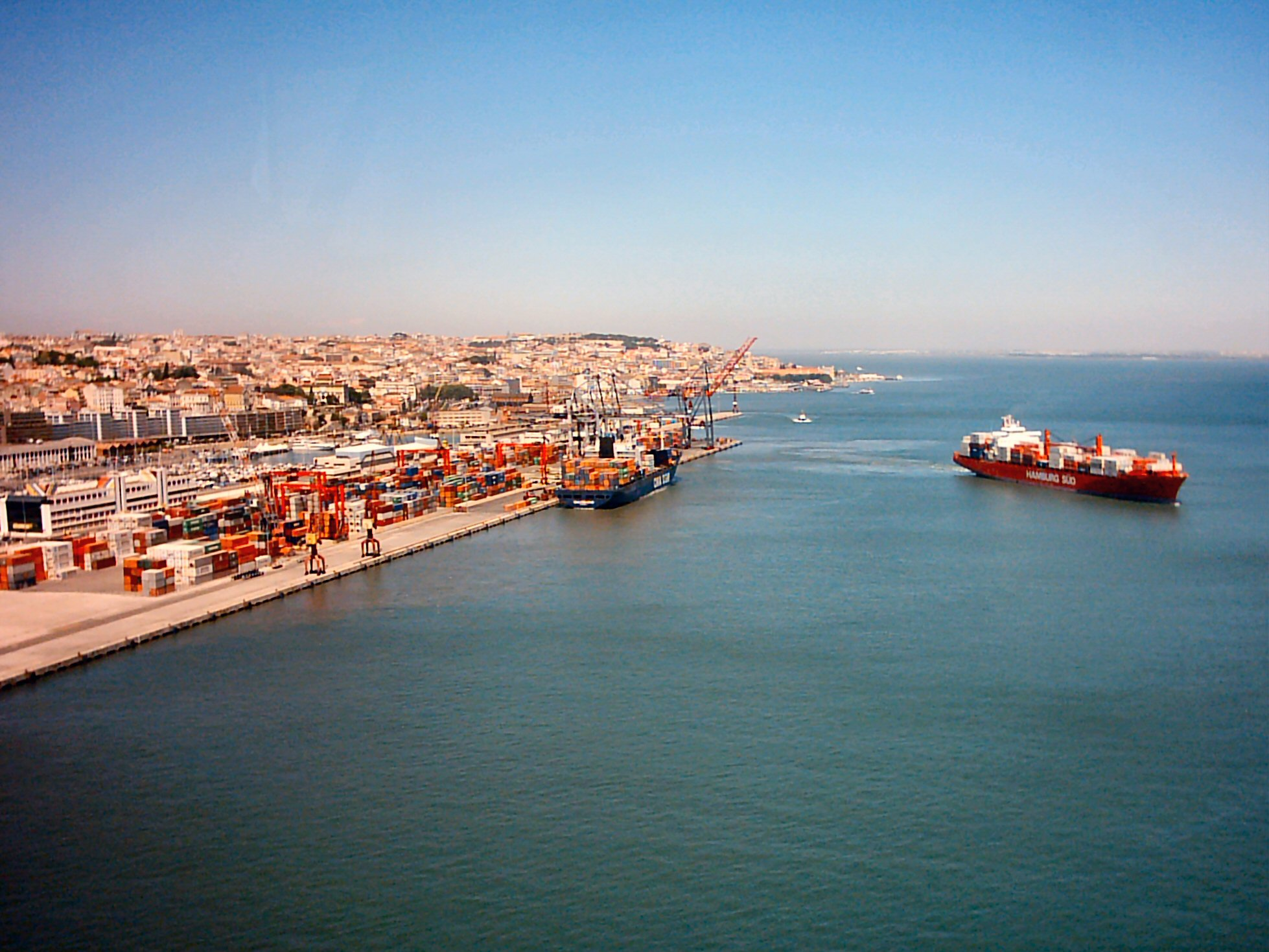
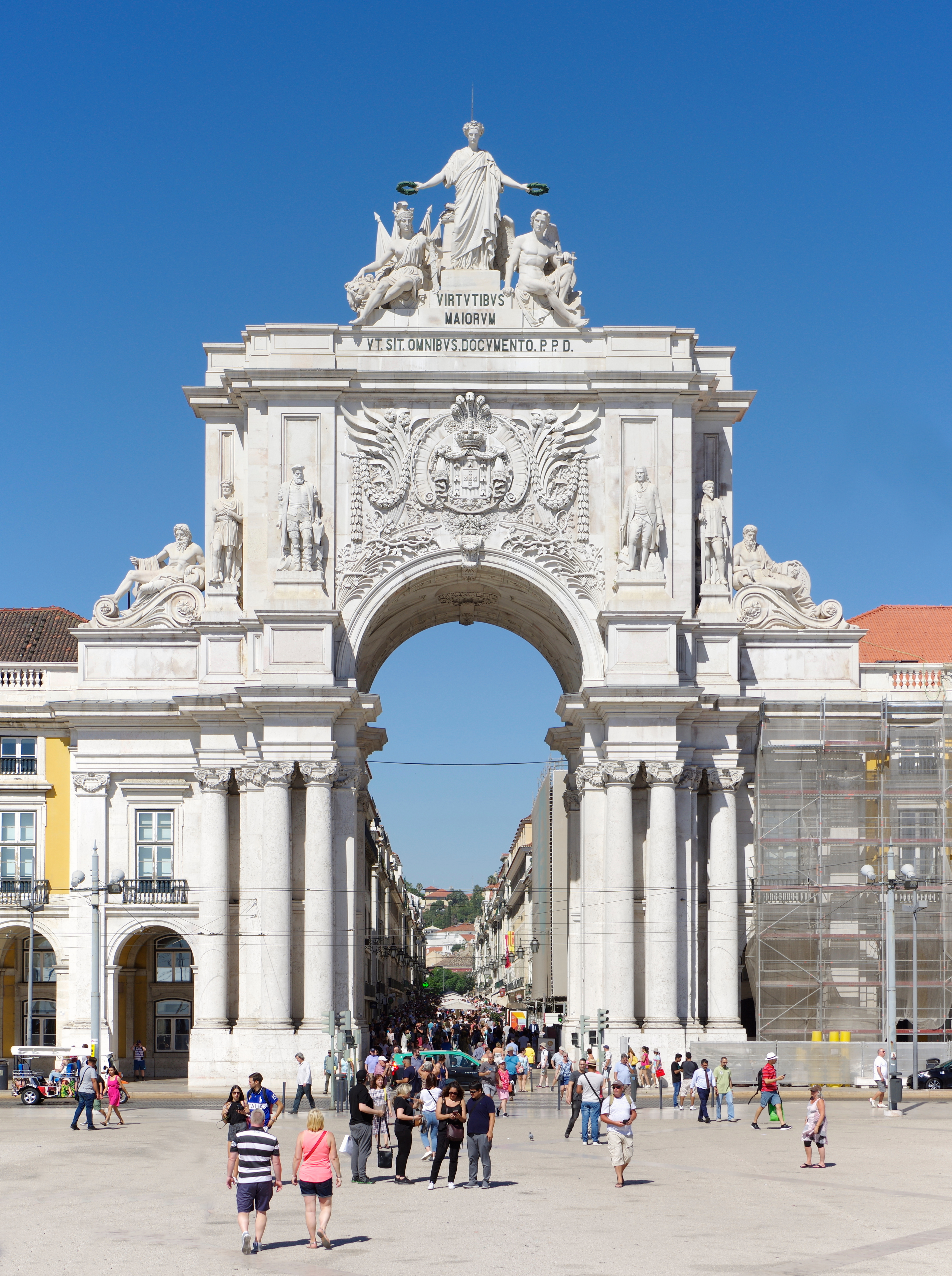
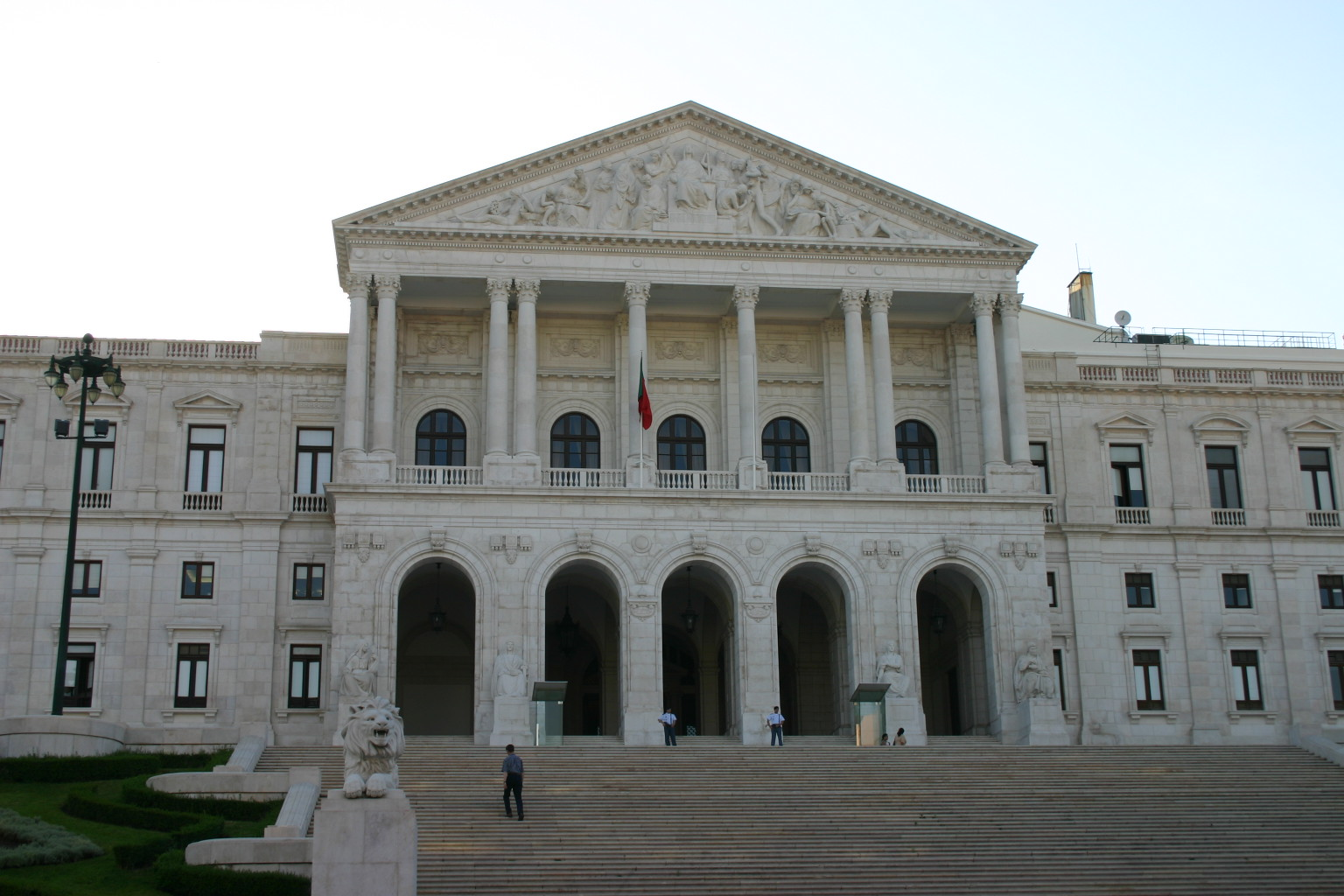
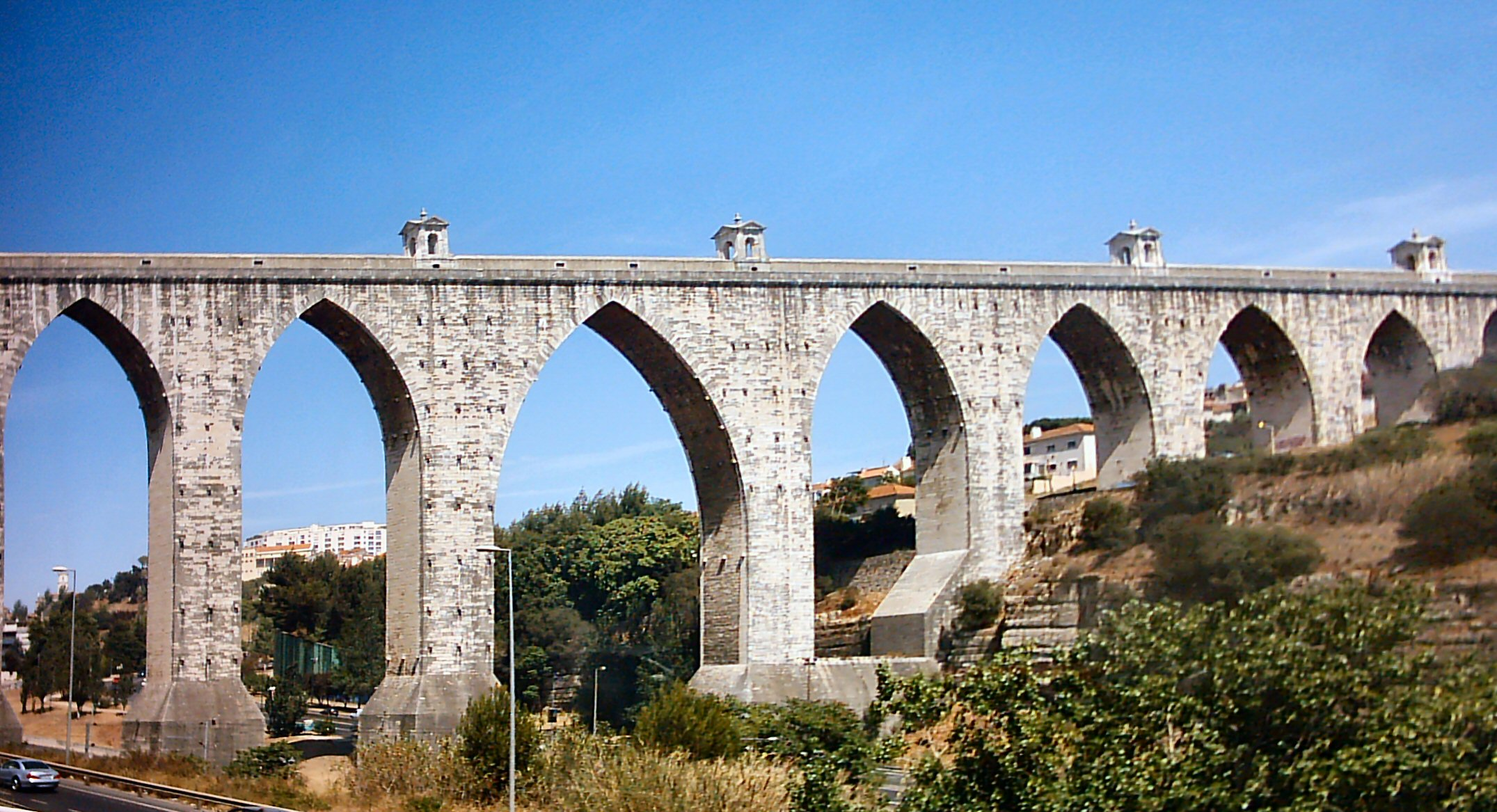
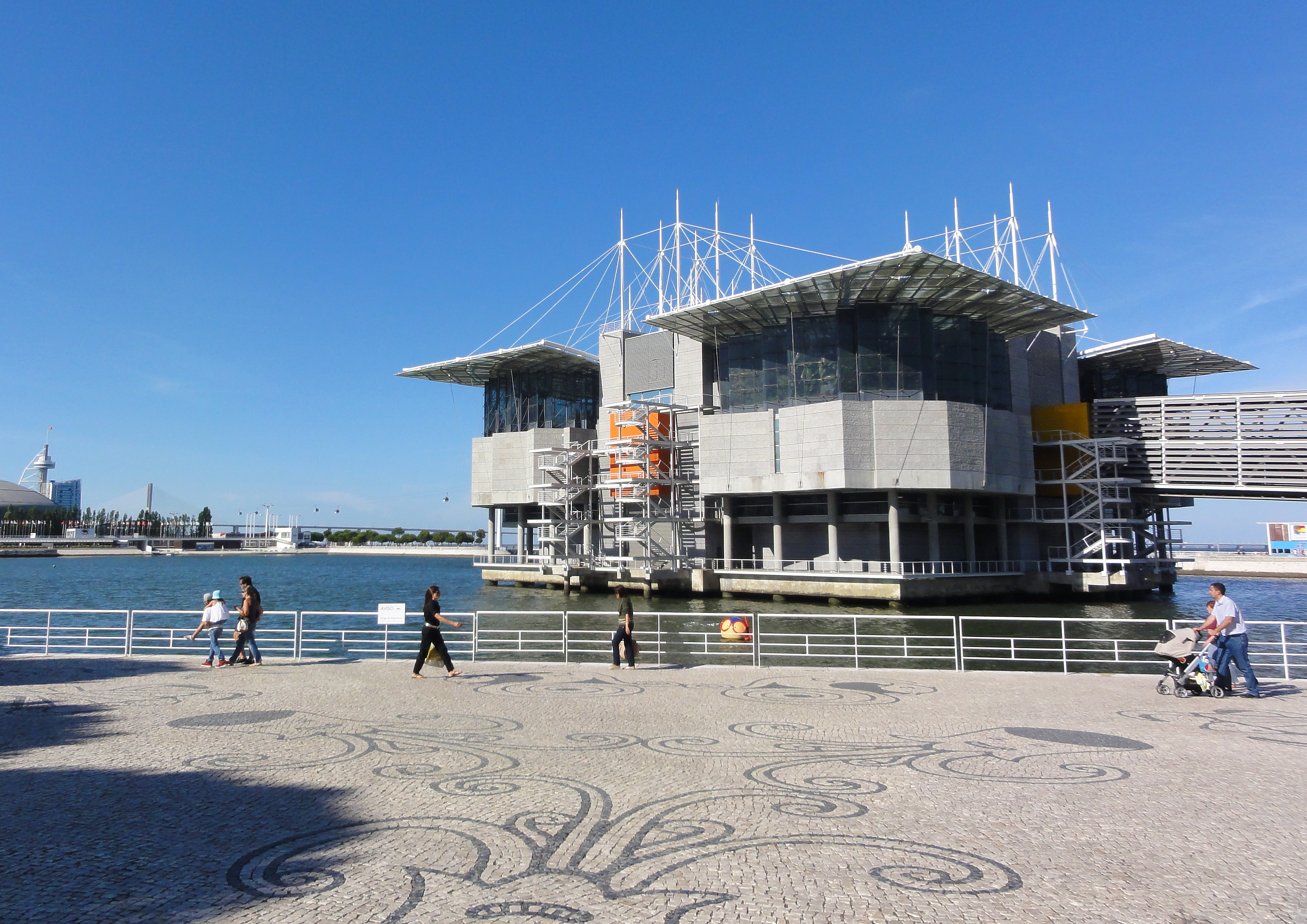
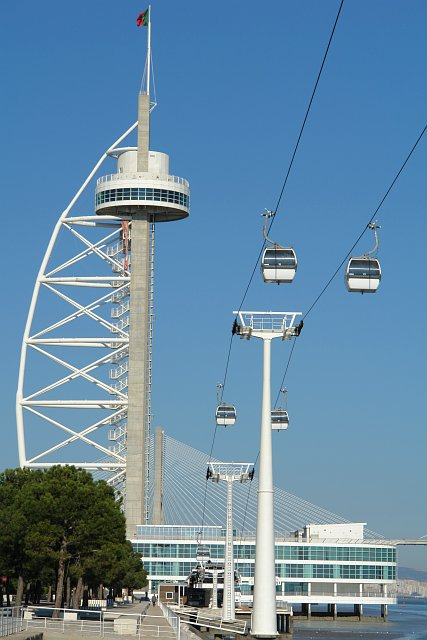
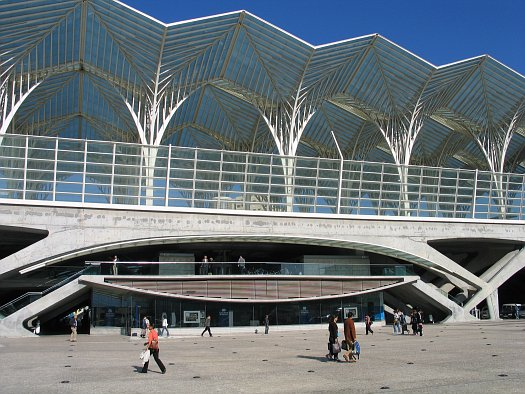
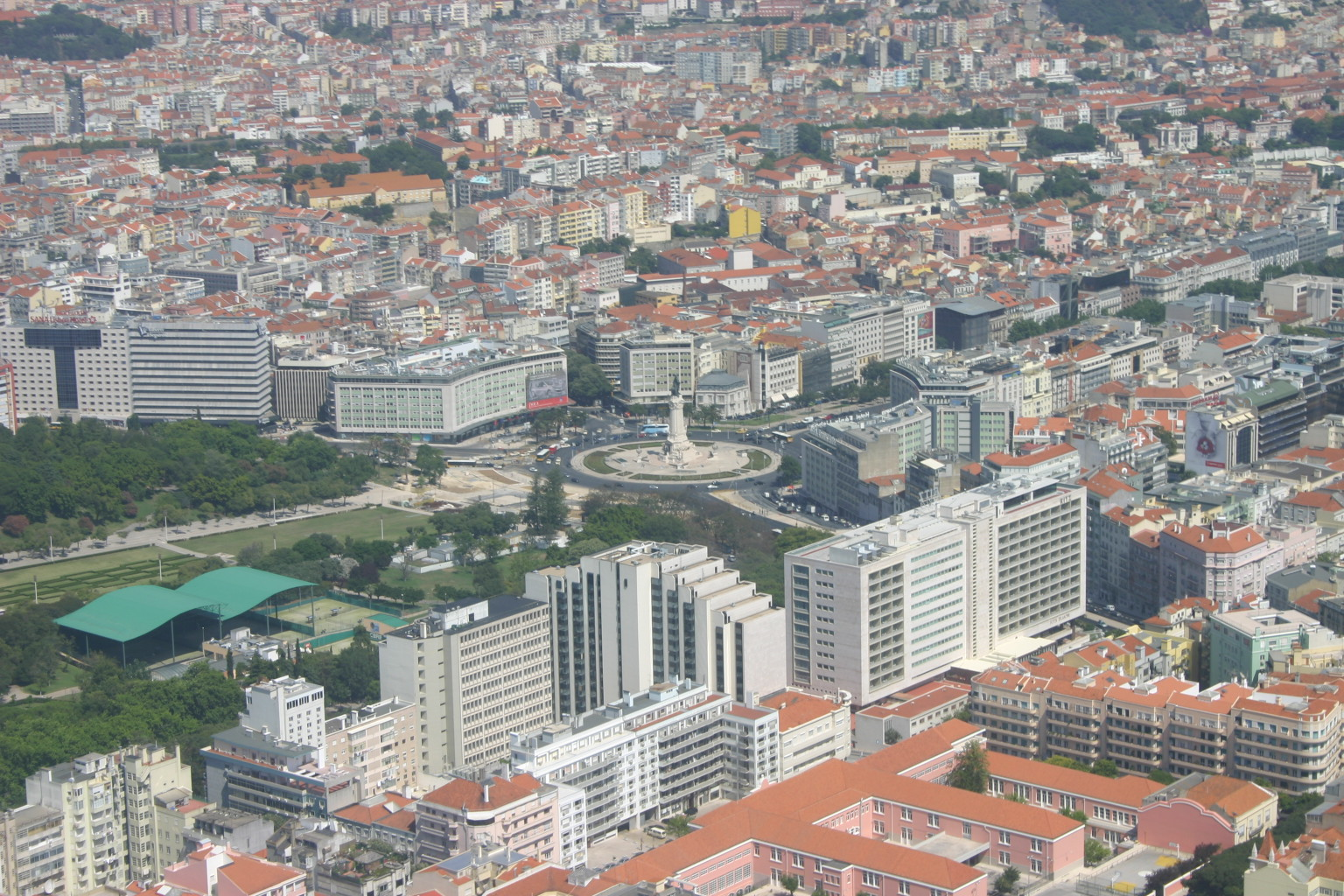
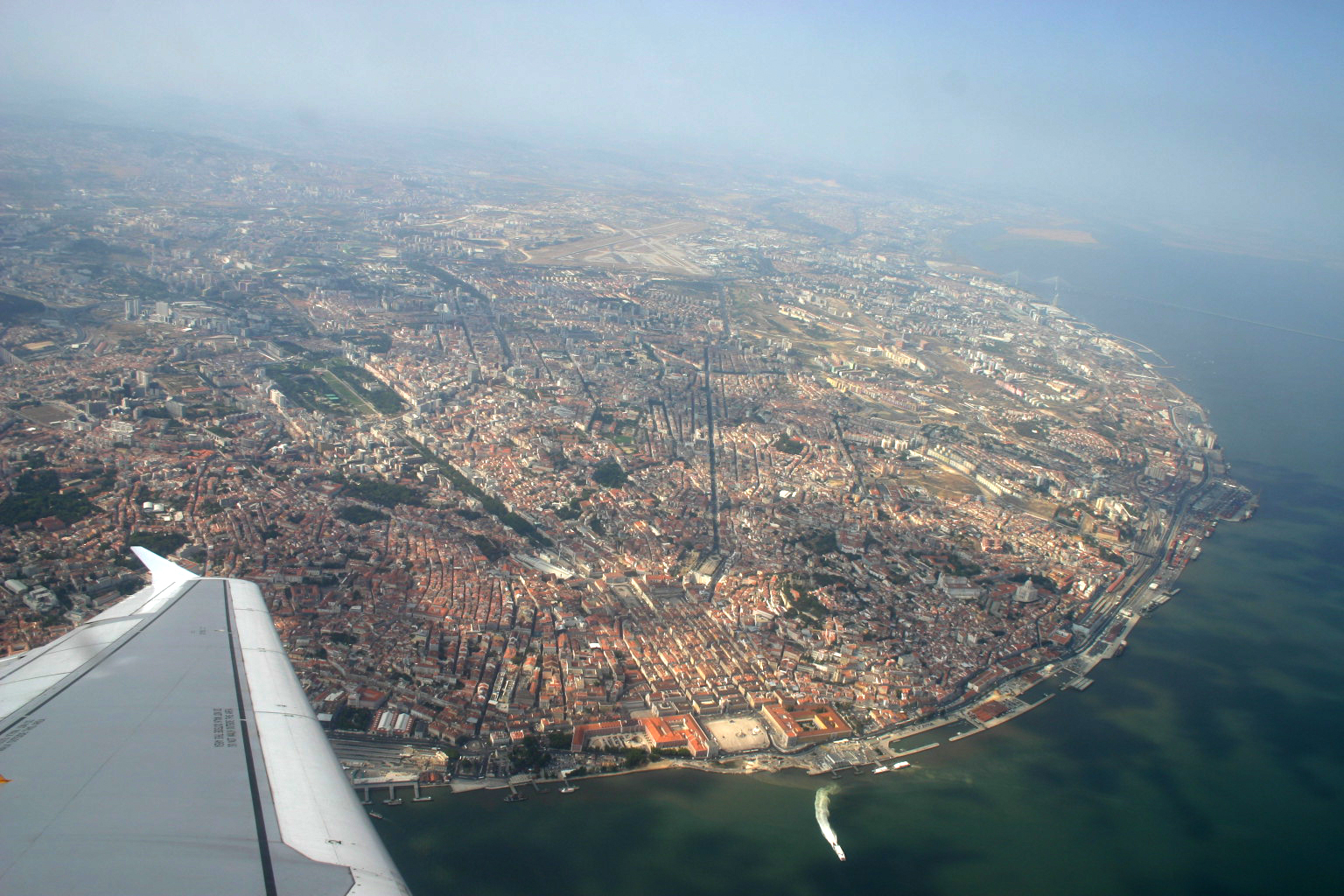
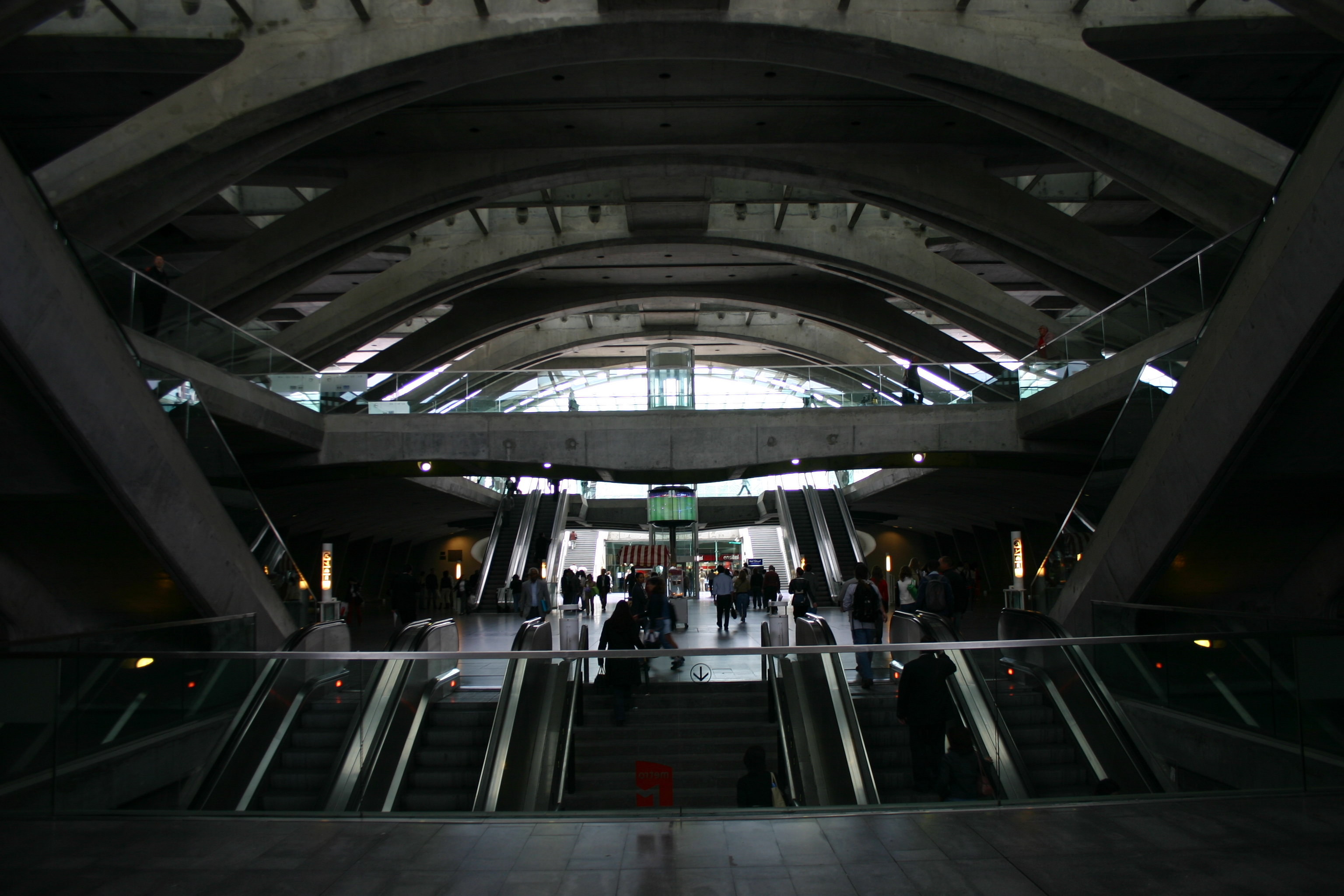
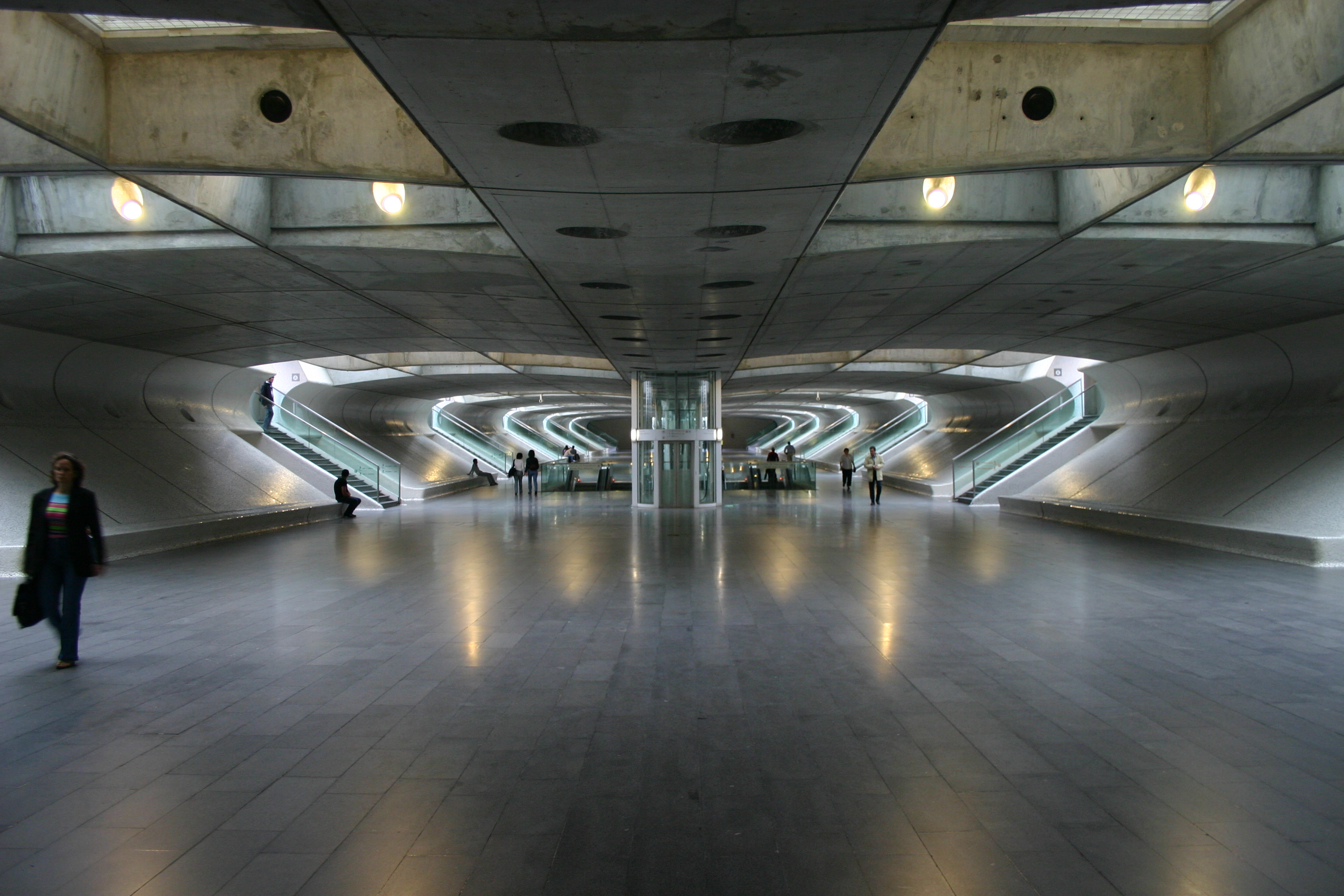
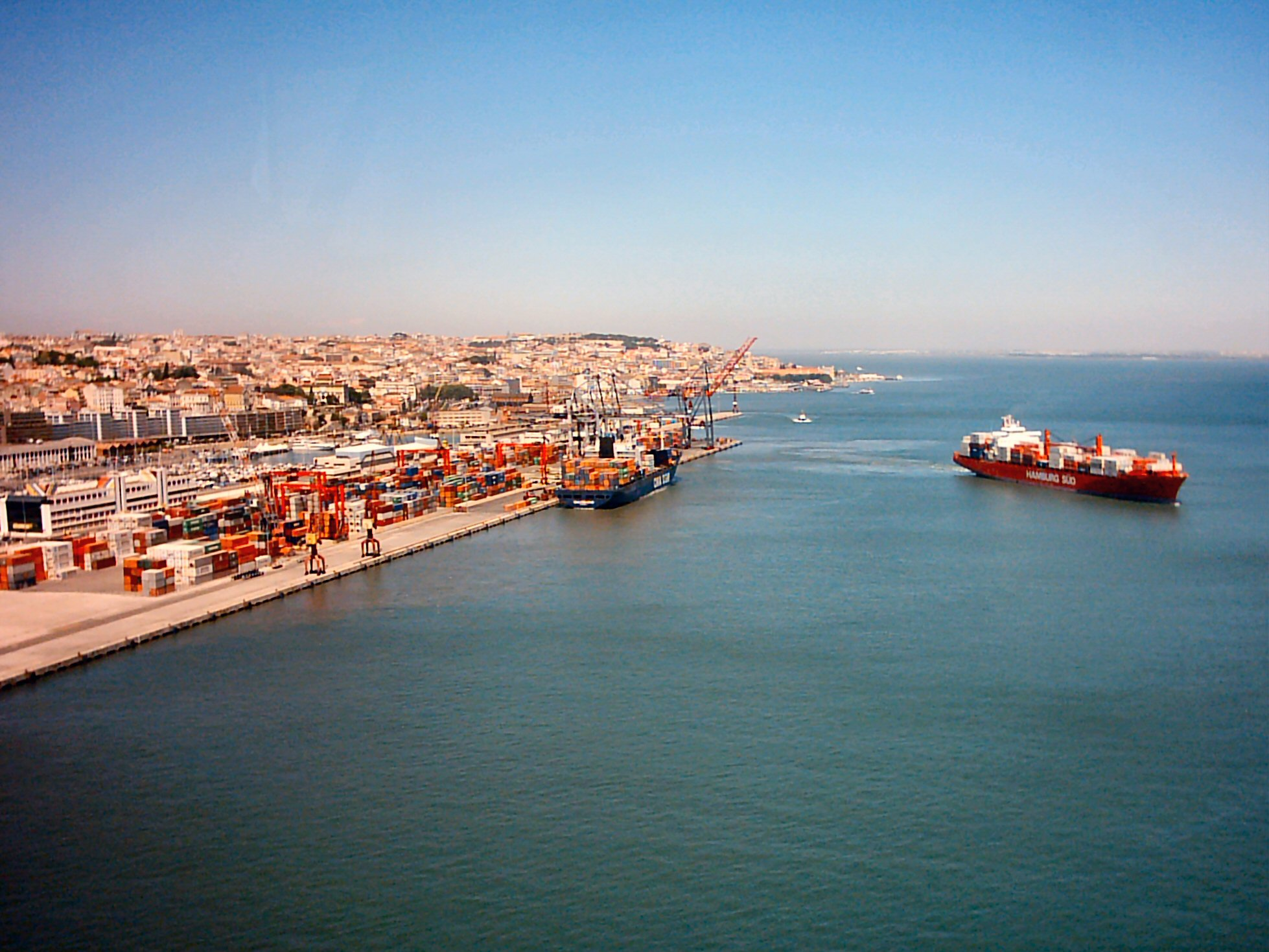

## Khí hậu
| Dữ liệu khí hậu của Lisbon (1981–2010)   | Dữ liệu khí hậu của Lisbon (1981–2010) | Dữ liệu khí hậu của Lisbon (1981–2010) | Dữ liệu khí hậu của Lisbon (1981–2010) | Dữ liệu khí hậu của Lisbon (1981–2010) | Dữ liệu khí hậu của Lisbon (1981–2010) | Dữ liệu khí hậu của Lisbon (1981–2010) | Dữ liệu khí hậu của Lisbon (1981–2010) | Dữ liệu khí hậu của Lisbon (1981–2010) | Dữ liệu khí hậu của Lisbon (1981–2010) | Dữ liệu khí hậu của Lisbon (1981–2010) | Dữ liệu khí hậu của Lisbon (1981–2010) | Dữ liệu khí hậu của Lisbon (1981–2010) | Dữ liệu khí hậu của Lisbon (1981–2010) |
| Tháng                                    | 1                                      | 2                                      | 3                                      | 4                                      | 5                                      | 6                                      | 7                                      | 8                                      | 9                                      | 10                                     | 11                                     | 12                                     | Năm                                    |
| ---------------------------------------- | -------------------------------------- | -------------------------------------- | -------------------------------------- | -------------------------------------- | -------------------------------------- | -------------------------------------- | -------------------------------------- | -------------------------------------- | -------------------------------------- | -------------------------------------- | -------------------------------------- | -------------------------------------- | -------------------------------------- |
| Cao kỉ lục °C (°F)                       | 22.6 (72.7)                            | 24.8 (76.6)                            | 29.4 (84.9)                            | 32.2 (90.0)                            | 34.8 (94.6)                            | 41.5 (106.7)                           | 40.6 (105.1)                           | 41.8 (107.2)                           | 37.3 (99.1)                            | 32.6 (90.7)                            | 25.3 (77.5)                            | 23.2 (73.8)                            | 41.8 (107.2)                           |
| Trung bình ngày tối đa °C (°F)           | 14.8 (58.6)                            | 16.2 (61.2)                            | 18.8 (65.8)                            | 19.8 (67.6)                            | 22.1 (71.8)                            | 25.7 (78.3)                            | 27.9 (82.2)                            | 28.3 (82.9)                            | 26.5 (79.7)                            | 22.5 (72.5)                            | 18.2 (64.8)                            | 15.3 (59.5)                            | 21.5 (70.7)                            |
| Trung bình ngày °C (°F)                  | 11.6 (52.9)                            | 12.7 (54.9)                            | 14.9 (58.8)                            | 15.9 (60.6)                            | 18.0 (64.4)                            | 21.2 (70.2)                            | 23.1 (73.6)                            | 23.5 (74.3)                            | 22.1 (71.8)                            | 18.8 (65.8)                            | 15.0 (59.0)                            | 12.4 (54.3)                            | 17.5 (63.5)                            |
| Tối thiểu trung bình ngày °C (°F)        | 8.3 (46.9)                             | 9.1 (48.4)                             | 11.0 (51.8)                            | 11.9 (53.4)                            | 13.9 (57.0)                            | 16.6 (61.9)                            | 18.2 (64.8)                            | 18.6 (65.5)                            | 17.6 (63.7)                            | 15.1 (59.2)                            | 11.8 (53.2)                            | 9.4 (48.9)                             | 13.5 (56.3)                            |
| Thấp kỉ lục °C (°F)                      | 1.0 (33.8)                             | 1.2 (34.2)                             | 0.2 (32.4)                             | 5.5 (41.9)                             | 6.8 (44.2)                             | 10.4 (50.7)                            | 14.1 (57.4)                            | 14.7 (58.5)                            | 12.1 (53.8)                            | 9.2 (48.6)                             | 4.3 (39.7)                             | 2.1 (35.8)                             | 0.2 (32.4)                             |
| Lượng mưa trung bình mm (inches)         | 99.9 (3.93)                            | 84.9 (3.34)                            | 53.2 (2.09)                            | 68.1 (2.68)                            | 53.6 (2.11)                            | 15.9 (0.63)                            | 4.2 (0.17)                             | 6.2 (0.24)                             | 32.9 (1.30)                            | 100.8 (3.97)                           | 127.6 (5.02)                           | 126.7 (4.99)                           | 774.0 (30.47)                          |
| Số ngày giáng thủy trung bình (≥ 1.0 mm) | 11                                     | 11                                     | 8                                      | 8                                      | 6                                      | 3                                      | 1                                      | 1                                      | 4                                      | 8                                      | 10                                     | 10                                     | 81                                     |
| Độ ẩm tương đối trung bình (%)           | 80                                     | 78                                     | 71                                     | 69                                     | 66                                     | 66                                     | 63                                     | 61                                     | 67                                     | 72                                     | 77                                     | 79                                     | 71                                     |
| Số giờ nắng trung bình tháng             | 144                                    | 151                                    | 208                                    | 235                                    | 291                                    | 302                                    | 352                                    | 343                                    | 261                                    | 213                                    | 157                                    | 142                                    | 2.799                                  |
| Nguồn 1: Instituto de Meteorologia       |                                        |                                        |                                        |                                        |                                        |                                        |                                        |                                        |                                        |                                        |                                        |                                        |                                        |
| Nguồn 2: NOAA(nắng, độ ẩm, 1961–1990)    |                                        |                                        |                                        |                                        |                                        |                                        |                                        |                                        |                                        |                                        |                                        |                                        |                                        |

## Các thành phố kết nghĩa
| - Athena, Hy Lạp - Bissau, Guiné-Bissau - Buenos Aires, Argentina - Budapest, Hungary (1992) - Cacheu, Guiné-Bissau - Cape Town, Nam Phi - Ma Cao, Trung Quốc - Madrid, Tây Ban Nha (1979) - Malacca Town, Malaysia (1984) - Maputo, Mozambique - Montréal, Canada - Lyon, Pháp - Praia, Cabo Verde - Rabat, Maroc - Rio de Janeiro, Brasil (1980) - Chicago, Hoa Kỳ - São Paulo, Brasil - São Tomé, São Tomé và Príncipe - Kiev, Ukraina (1997) |